# Vanda roeblingiana
Vanda roeblingiana Rolfe, 1894 è una pianta della famiglia delle Orchidacee endemica delle Filippine.

## Descrizione
È un'orchidea di grandi dimensioni che cresce epifita su alberi di foreste montane in ambiente ombreggiato. Presenta un fusto allungato, a crescita monopodiale, recante molte foglie alternate, lineari-oblunghe, ricurve. La fioritura avviene in  estate su un'infiorescenza ascellare, da ascendente a orizzontale, lunga da 17 a 30 centimetri, portante da 8 a 15 fiori. Questi sono grandi mediamente 5 centimetri, di lunga durata, profumati e molto vistosi, cerosi e lucidi, con petali e sepali screziati di colore che varia tra il giallo e il rosso scuro. Il labello, dello stesso colore dei petali, è molto caratteristico: bilobato, i cui lobi hanno margini estremamente frastagliati.

## Distribuzione e habitat
La specie è endemica delle Filippine.
Cresce sui tronchi degli alberi della foresta tropicale montana, in ambiente densamente ombreggiato, a quote oltre i 1500 metri di altitudine.

## Coltivazione
Richiede posizione luminosa, ma non sopporta i raggi diretti del sole. Nel periodo vegetativo gradisce irrigazioni e temperature più calde, mentre nel periodo di riposo le temperature devono essere fresche.